# Berkan Emir
Berkan Emir (sinh 6 tháng 2 năm 1988) là một cầu thủ bóng đá Thổ Nhĩ Kỳ thi đấu cho Alanyaspor.